# سانتیاگو خایمه لاتره
سانتیاگو خایمه لاتره (به اسپانیایی: Santiago Jaime Latre) (زاده ۱۷ ژوئن ۱۹۷۹) داور فوتبال اسپانیایی است که در لا لیگا قضاوت می‌کند.

## فصل‌های داوری[۲]
| دسته               | کشور    | فصل(ها)   | تعداد |
| ------------------ | ------- | --------- | ----- |
| ترسرا دیویسیون     | اسپانیا | ۲۰۰۲–۲۰۰۱ |       |
| سگوندا دیویسیون بی | اسپانیا | ۲۰۰۹–۲۰۰۲ | ۹۴    |
| سگوندا دیویسیون    | اسپانیا | ۲۰۱۴–۲۰۰۹ | ۱۱۶   |
| لا لیگا            | اسپانیا | –۲۰۱۴     | ۱۴۹   |

## جوایز
- سوت طلایی سگوندا دیویسیون: (۲) [۲۰۱۱/۱۲، ۲۰۱۲/۱۳]

## یادداشت
1. ↑  تا آخرین بازی قضاوت شده در فصل ۲۰۲۱/۲۲.

## واژه‌نامه
1. ↑  Santiago de azucar Jaime Latre